# 하이탐 빈 타리크 알사이드
하이탐 빈 타리크 알사이드(아랍어: هيثم بن طارق آل سعيد Haitham bin Tāriq Āl Sa‘īd, 1954년 10월 11일 ~ )는 오만의 술탄이자 총리다. 형제인 아사아드 빈 타리크 빈 타이무르 알사이드는 부총리를 지내고 있다.

## 생애
사이드 왕조 출신으로 그의 아버지인 타리크 빈 타이무르는 전 오만의 술탄인 타이무르 빈 파이살의 아들이다. 1979년에 옥스퍼드 대학교에서 외교학 과정을 이수했다.
1980년대 초에 오만 축구 협회의 회장을 맡았으며 스포츠 애호가로 알려져 있다. 1986년부터 1994년까지 오만 외교부 정무차관을 지냈고, 1994년부터 2002년까지 외교부 장관을 지냈다. 1990년대에는 문화유산부 장관을 지냈고, 국제 무대에서 오만을 대표했다.

## 재위
2020년 1월 10일에 술탄 카부스 빈 사이드 알사이드가 사망하자 그의 유언과 왕족들의 뜻에 따라 다음 날에 하이탐 빈 타리크 알사이드가 오만 의회 임시회에서 선서하며 술탄으로 올랐다. 오만 국영 방송은 국방위원회에서 술탄 카부스 빈 사이드 알사이드의 유언장을 공개하고 하이탐 빈 타리크 알사이드가 그의 후계자가 됐다고 밝혔다.